# Horvátország a 2010. évi téli olimpiai játékokon

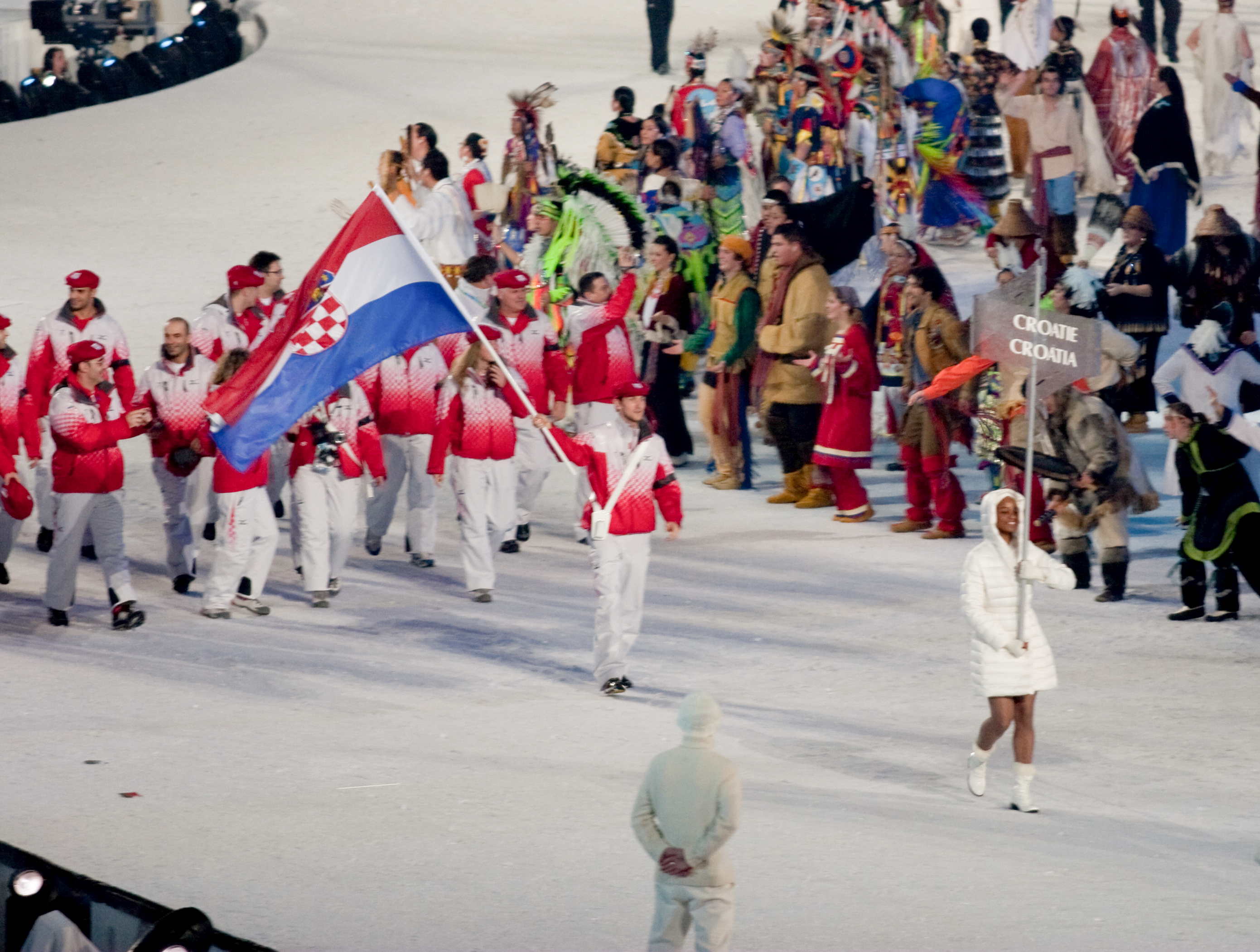
Horvátország olimpiai küldöttsége a megnyitón

Horvátország a kanadai Vancouverben megrendezett 2010. évi téli olimpiai játékok egyik részt vevő nemzete volt. Az országot az olimpián 4 sportágban 19 sportoló képviselte, akik összesen 3 érmet szereztek.

## Érmesek
| Érem  | Versenyző      | Sportág  | Versenyszám        |
| ----- | -------------- | -------- | ------------------ |
| Ezüst | Ivica Kostelić | Alpesisí | Férfi műlesiklás   |
| Ezüst | Ivica Kostelić | Alpesisí | Férfi összetett    |
| Bronz | Jakov Fak      | Biatlon  | Férfi 10 km sprint |

## Alpesisí
Férfi
| Versenyző        | Versenyszám            | 1. futam      | 1. futam      | 2. futam | 2. futam | Összesítés    | Összesítés    |
| Versenyző        | Versenyszám            | Idő           | Hely.         | Idő      | Hely.    | Idő           | Helyezés      |
| ---------------- | ---------------------- | ------------- | ------------- | -------- | -------- | ------------- | ------------- |
| Ivica Kostelić   | Lesiklás               |               |               |          |          | 1:55,49       | 18.           |
| Ivica Kostelić   | Műlesiklás             | 48,37         | 4.            | 51,11    | 3.       | 1:39,48       |               |
| Ivica Kostelić   | Óriás-műlesiklás       | 1:18,05       | 10.           | 1:20,83  | 6.       | 2:38,88       | 7.            |
| Ivica Kostelić   | Szuperóriás-műlesiklás |               |               |          |          | 1:31,47       | 16.           |
| Danko Marinelli  | Műlesiklás             | 52,28         | 38.           | 55,05    | 32.      | 1:47,33       | 32.           |
| Danko Marinelli  | Óriás-műlesiklás       | kizárták      | kizárták      | kiesett  | kiesett  | kiesett       | kiesett       |
| Ivan Ratkić      | Lesiklás               |               |               |          |          | 1:58,58       | 41.           |
| Ivan Ratkić      | Szuperóriás-műlesiklás |               |               |          |          | 1:32,67       | 26.           |
| Dalibor Šamšal   | Műlesiklás             | nem ért célba | nem ért célba | kiesett  | kiesett  | kiesett       | kiesett       |
| Dalibor Šamšal   | Óriás-műlesiklás       | nem ért célba | nem ért célba | kiesett  | kiesett  | kiesett       | kiesett       |
| Natko Zrnčić-Dim | Lesiklás               |               |               |          |          | 1:57,02       | 33.           |
| Natko Zrnčić-Dim | Műlesiklás             | 50,01         | 23.           | 51,98    | 12.*     | 1:41,99       | 19.           |
| Natko Zrnčić-Dim | Óriás-műlesiklás       | 1:21,84       | 46.           | 1:24,17  | 40.      | 2:46,01       | 41.           |
| Natko Zrnčić-Dim | Szuperóriás-műlesiklás |               |               |          |          | nem ért célba | nem ért célba |

| Versenyző        | Versenyszám | Lesiklás      | Lesiklás      | Műlesiklás | Műlesiklás | Összesítés | Összesítés |
| Versenyző        | Versenyszám | Idő           | Hely.         | Idő        | Hely.      | Idő        | Helyezés   |
| ---------------- | ----------- | ------------- | ------------- | ---------- | ---------- | ---------- | ---------- |
| Ivica Kostelić   | Összetett   | 1:54,20       | 9.            | 51,05      | 6.         | 2:45,25    |            |
| Ivan Ratkić      | Összetett   | nem ért célba | nem ért célba | kiesett    | kiesett    | kiesett    | kiesett    |
| Natko Zrnčić-Dim | Összetett   | 1:54,87       | 13.           | 53,99      | 27.        | 2:48,86    | 20.        |

Női
| Versenyző        | Versenyszám      | 1. futam      | 1. futam      | 2. futam      | 2. futam      | Összesítés | Összesítés |
| Versenyző        | Versenyszám      | Idő           | Hely.         | Idő           | Hely.         | Idő        | Helyezés   |
| ---------------- | ---------------- | ------------- | ------------- | ------------- | ------------- | ---------- | ---------- |
| Matea Ferk       | Műlesiklás       | 54,95         | 39.           | 55,98         | 36.           | 1:50,93    | 34.        |
| Matea Ferk       | Óriás-műlesiklás | nem ért célba | nem ért célba | kiesett       | kiesett       | kiesett    | kiesett    |
| Nika Fleiss      | Műlesiklás       | 53,68         | 29.           | 53,91         | 25.           | 1:47,59    | 25.        |
| Nika Fleiss      | Óriás-műlesiklás | 1:19,75       | 36.           | nem ért célba | nem ért célba | kiesett    | kiesett    |
| Ana Jelušić      | Műlesiklás       | 52,37         | 16.           | 53,06         | 14.           | 1:45,43    | 12.        |
| Ana Jelušić      | Óriás-műlesiklás | 1:20,62       | 44.           | nem ért célba | nem ért célba | kiesett    | kiesett    |
| Tea Palić        | Óriás-műlesiklás | 1:19,95       | 37.           | 1:16,17       | 36.           | 2:36,12    | 36.        |
| Sofija Novoselić | Műlesiklás       | 58,17         | 48.           | 56,74         | 38.           | 1:54,91    | 39.        |

* - egy másik versenyzővel azonos eredményt ért el

## Biatlon
Férfi
| Versenyző | Versenyszám           | Lövőhiba    | Időeredmény | Helyezés |
| --------- | --------------------- | ----------- | ----------- | -------- |
| Jakov Fak | 10 km sprint          | 0 (0+0)     | 24:21,8     |          |
| Jakov Fak | 12,5 km üldözőverseny | 2 (2+1+0+1) | 35:45,6     | 25.      |
| Jakov Fak | 20 km egyéni          | 4 (1+1+0+2) | 53:56,0     | 51.      |
| Jakov Fak | 15 km tömegrajtos     | 3 (1+0+1+1) | 36:10,5     | 9.       |

Női
| Versenyző            | Versenyszám   | Lövőhiba    | Időeredmény | Helyezés   |
| -------------------- | ------------- | ----------- | ----------- | ---------- |
| Andrijana Stipaničić | 7,5 km sprint | nem indult  | nem indult  | nem indult |
| Andrijana Stipaničić | 15 km egyéni  | 5 (1+3+0+1) | 53:06,1     | 83.        |

## Bob
Férfi
| Versenyző                                                          | Versenyszám | 1. futam | 1. futam | 2. futam | 2. futam | 3. futam | 3. futam | 4. futam | 4. futam | Összesítés | Összesítés |
| Versenyző                                                          | Versenyszám | Idő      | Hely.    | Idő      | Hely.    | Idő      | Hely.    | Idő      | Hely.    | Idő        | Helyezés   |
| ------------------------------------------------------------------ | ----------- | -------- | -------- | -------- | -------- | -------- | -------- | -------- | -------- | ---------- | ---------- |
| Ivan Šola Slaven Krajačić Mate Mezulić* Igor Marić Andras Haklits* | Négyes      | 52,58    | 22.      | 52,69    | 19.      | 53,15    | 21.      | 53,11    | 20.      | 3:31,53    | 20.        |

* Mezulić az 1–2. futamban, Haklits a 3–4. futamban versenyzett.

## Sífutás
Férfi
| Versenyző    | Versenyszám | Eredmény | Helyezés |
| ------------ | ----------- | -------- | -------- |
| Andrej Burić | 15 km       | 38:51,0  | 75.      |

Női
| Versenyző    | Versenyszám | Selejtező | Selejtező | Negyeddöntő | Negyeddöntő | Elődöntő | Elődöntő | Döntő   | Döntő    |
| Versenyző    | Versenyszám | Idő       | Hely.     | Idő         | Hely.       | Idő      | Hely.    | Idő     | Helyezés |
| ------------ | ----------- | --------- | --------- | ----------- | ----------- | -------- | -------- | ------- | -------- |
| Nina Broznić | Sprint      | 4:15,31   | 52.       | kiesett     | kiesett     | kiesett  | kiesett  | kiesett | 52.      |